# Філіпешть (Бреїла)
Філіпешть, Філіпешті (рум. Filipești) — село у повіті Бреїла в Румунії. Входить до складу комуни Сурділа-Гейсянка.
Село розташоване на відстані 122 км на північний схід від Бухареста, 52 км на захід від Бреїли, 146 км на північний захід від Констанци, 65 км на південний захід від Галаца, 147 км на південний схід від Брашова.

## Населення
За даними перепису населення 2002 року у селі проживали 910 осіб, усі — румуни. Усі жителі села рідною мовою назвали румунську.